# Dixie Lee

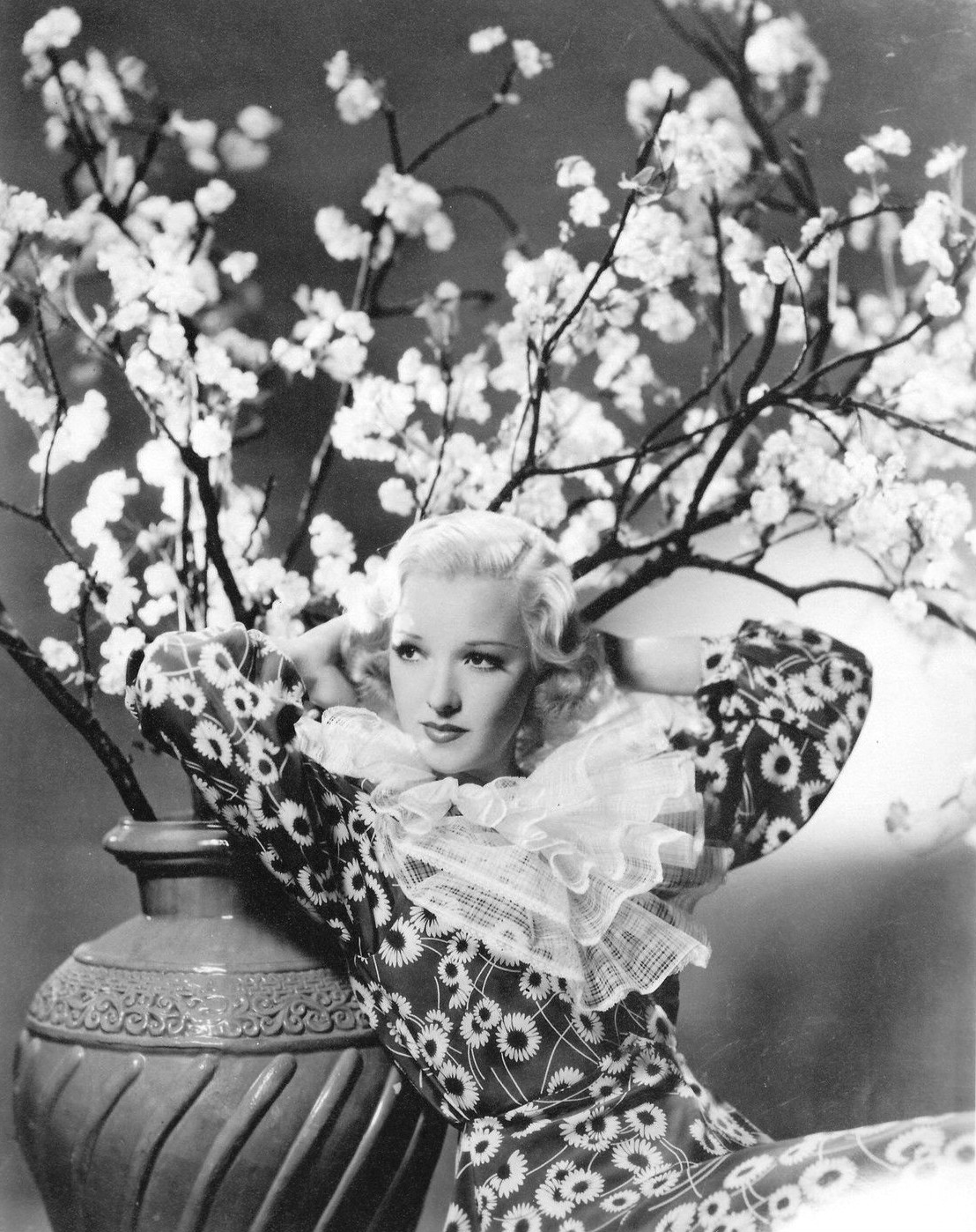

Dixie Lee (Harriman, Tennessee, 4 november 1911 – Los Angeles, 1 november 1952) was een Amerikaans actrice, danseres en zangeres. 
Ze werd geboren als Wilma Winifred Wyatt. Ze nam later de artiestennaam Dixie Carroll aan als danseres en showgirl. Winfield Sheehan van de Fox filmstudio veranderde haar artiestennaam in Dixie Lee om verwarring te vermijden met actrices Nancy Carroll en Sue Carol. Op 18-jarige leeftijd trouwde ze met filmster Bing Crosby. Met hem kreeg ze vier zonen, waarvan er twee zelfmoord zouden plegen. Lee was actrice en speelde in verscheidene films, waarvan Love in Bloom uit 1935 de bekendste is, echter was ze niet zo bekend als haar man. Het koppel verscheen op vele feestjes waar de alcohol rijkelijk vloeide waardoor ze een alcoholprobleem kreeg. 
Ze overleed in 1952 aan eierstokkanker, drie dagen voor haar 41ste verjaardag. 